# Lepidium oleraceum
Lepidium oleraceum är en korsblommig växtart som beskrevs av Johann Georg Adam Forster. Lepidium oleraceum ingår i släktet krassingar, och familjen korsblommiga växter. Inga underarter finns listade i Catalogue of Life.